# Lamoen (tuig)

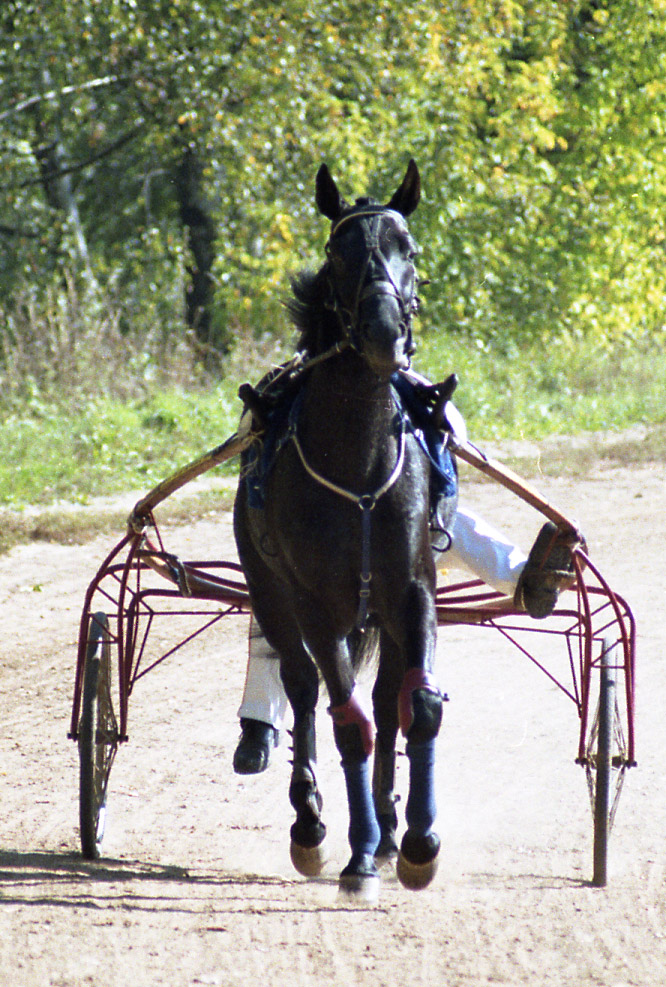
Sulky met lamoen

Het lamoen (of: 'inspan') is het disselraam  waarin het trekdier, zoals een paard of een ezel, loopt als deze een voertuig trekt. Dit disselraam is zodanig aan het voertuig bevestigd dat het vooraan op-en-neer kan bewegen. De balken zijn in zeldzame gevallen onafhankelijk van elkaar beweeglijk. Ze worden soms ook wel 'berries' of 'burries' genoemd.
Het lamoen bestaat uit een set van twee, meestal licht gebogen, balken of metalen stangen van ruim twee meter lengte, waartussen het trekdier voor het voertuig loopt. Het lamoen wordt gedragen door twee lichtogen die ter weerszijden aan het schoftstuk, onderdeel van de tuigage, verbonden zijn. Het lamoen zorgt ervoor dat het trekdier beperkt is in het uitbreken naar links of rechts en steeds netjes voor het voertuig loopt, loodrecht op de voorste as van de wagen. 
Door middel van de twee haken die, nèt achter het midden, aan het lamoen zitten, samen met het 'broektuig' dat aan deze haken wordt vastgemaakt, kan worden voorkomen dat de kar of wagen tegen de achterkant van het dier rolt. Voertuigen met een los lamoen zijn bijvoorbeeld arrenslee, wagen en koets. Het lamoen bij tweewielers, zoals een sjees of een sulky is onbeweeglijk aan de kar verbonden en zorgt ervoor dat deze min of meer horizontaal in evenwicht wordt gehouden. 

## Overige
- De woordherkomst van lamoen (ook: lemoen of limoen) wordt met het Oudfranse limon (brancard) in verbinding gebracht.
- Eén paard loopt meestal in een lamoen. Twee paarden lopen meestal ter weerszijden van een dissel.

## Afbeeldingen

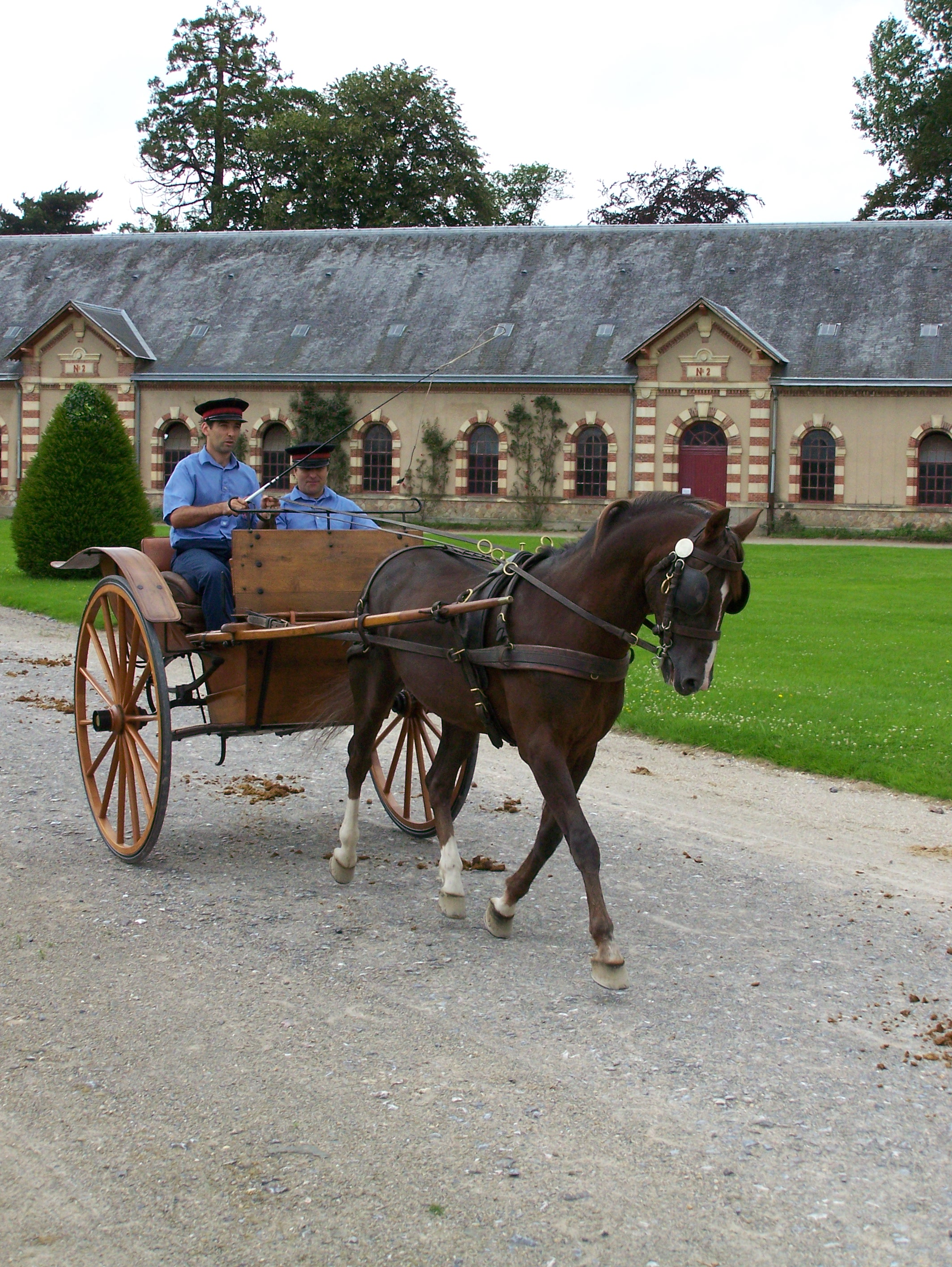
Sjees met vaste burries, Frankrijk
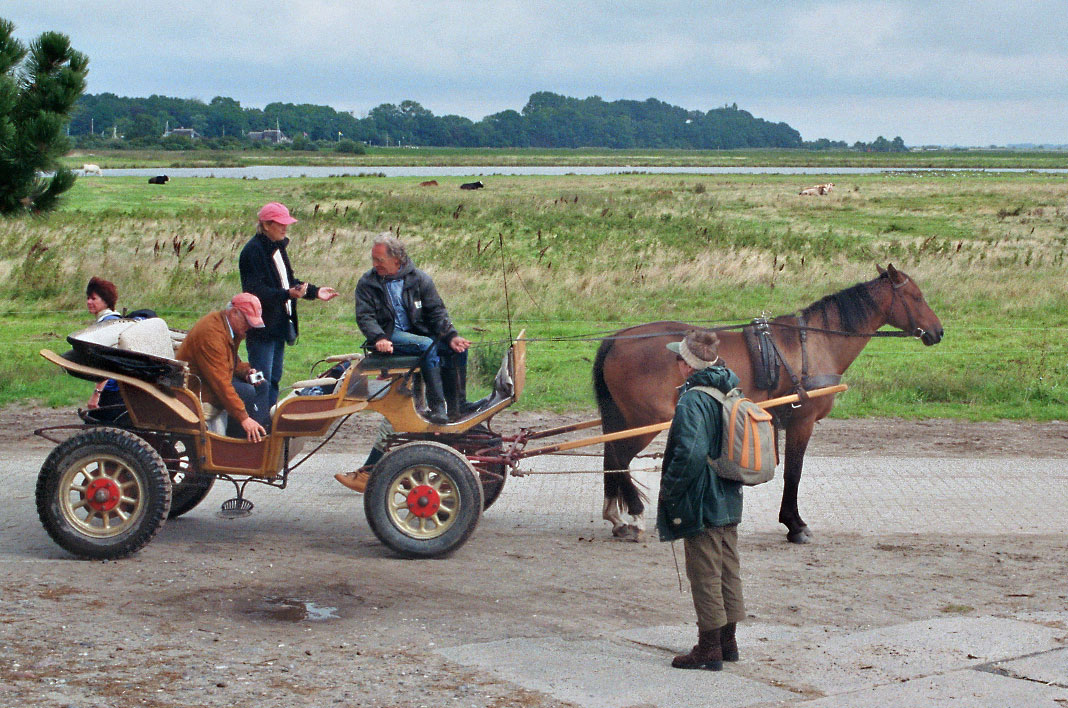
Aanspanning met houten lamoen, zonder broektuig
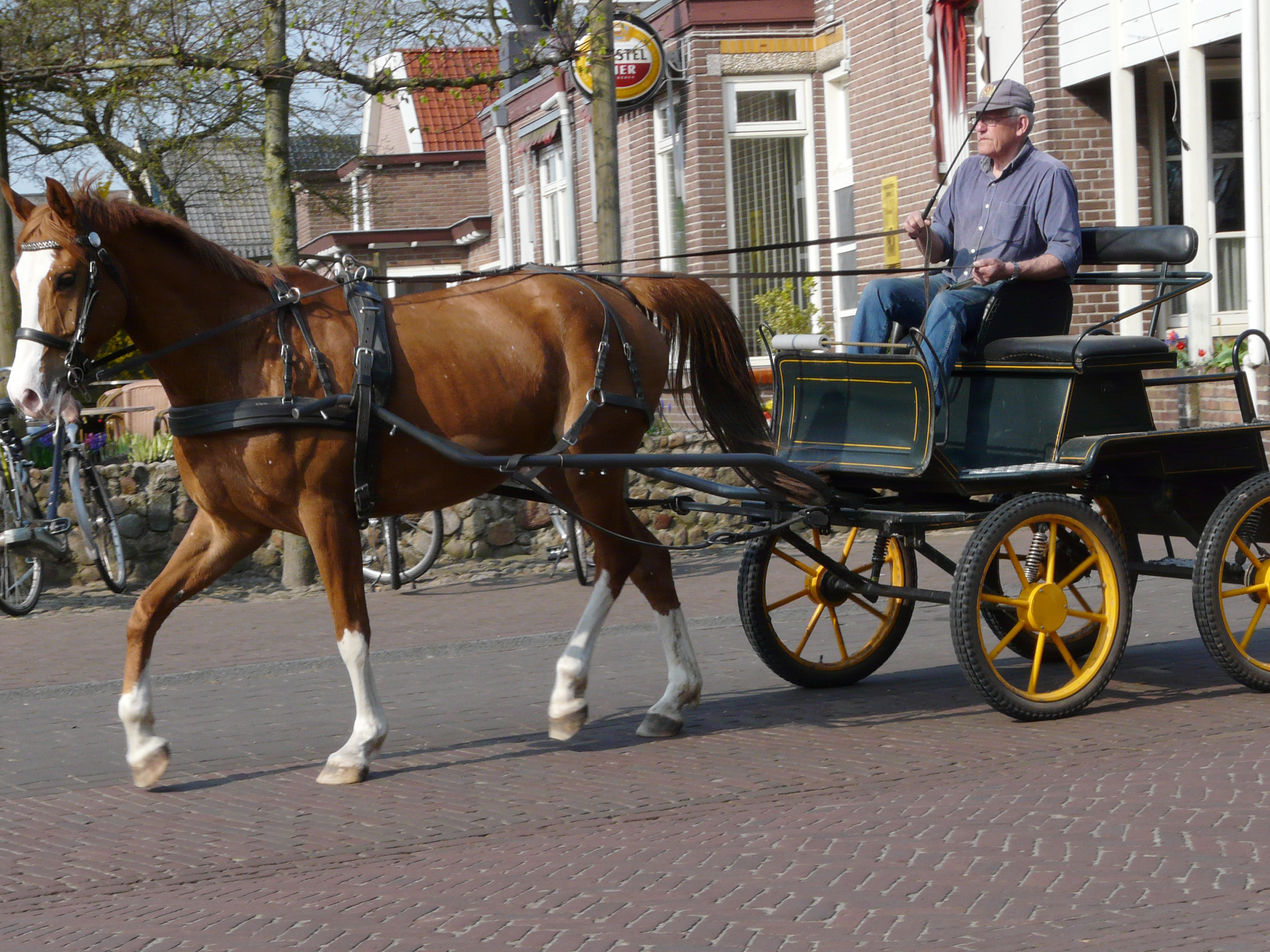
Aanspanning met metalen lamoen en licht broektuig
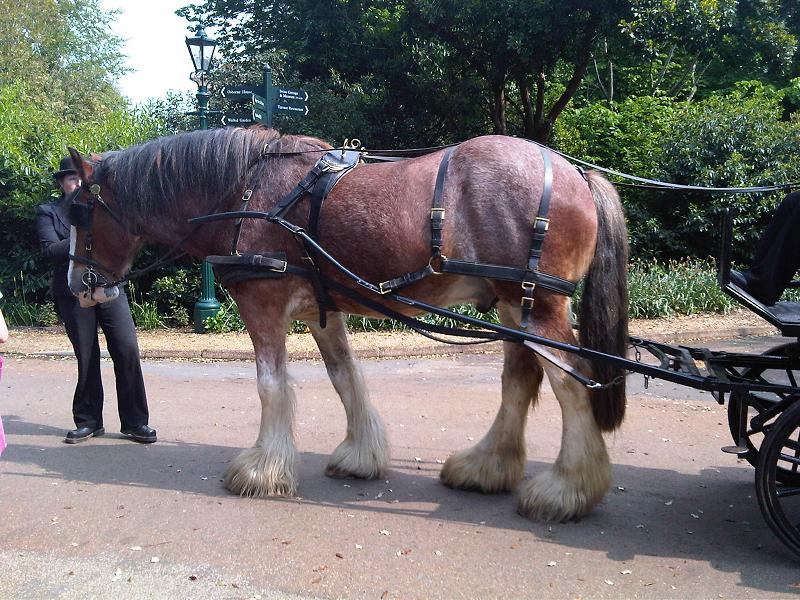
Metalen lamoen en degelijk broektuig